# Matoušovy pašije

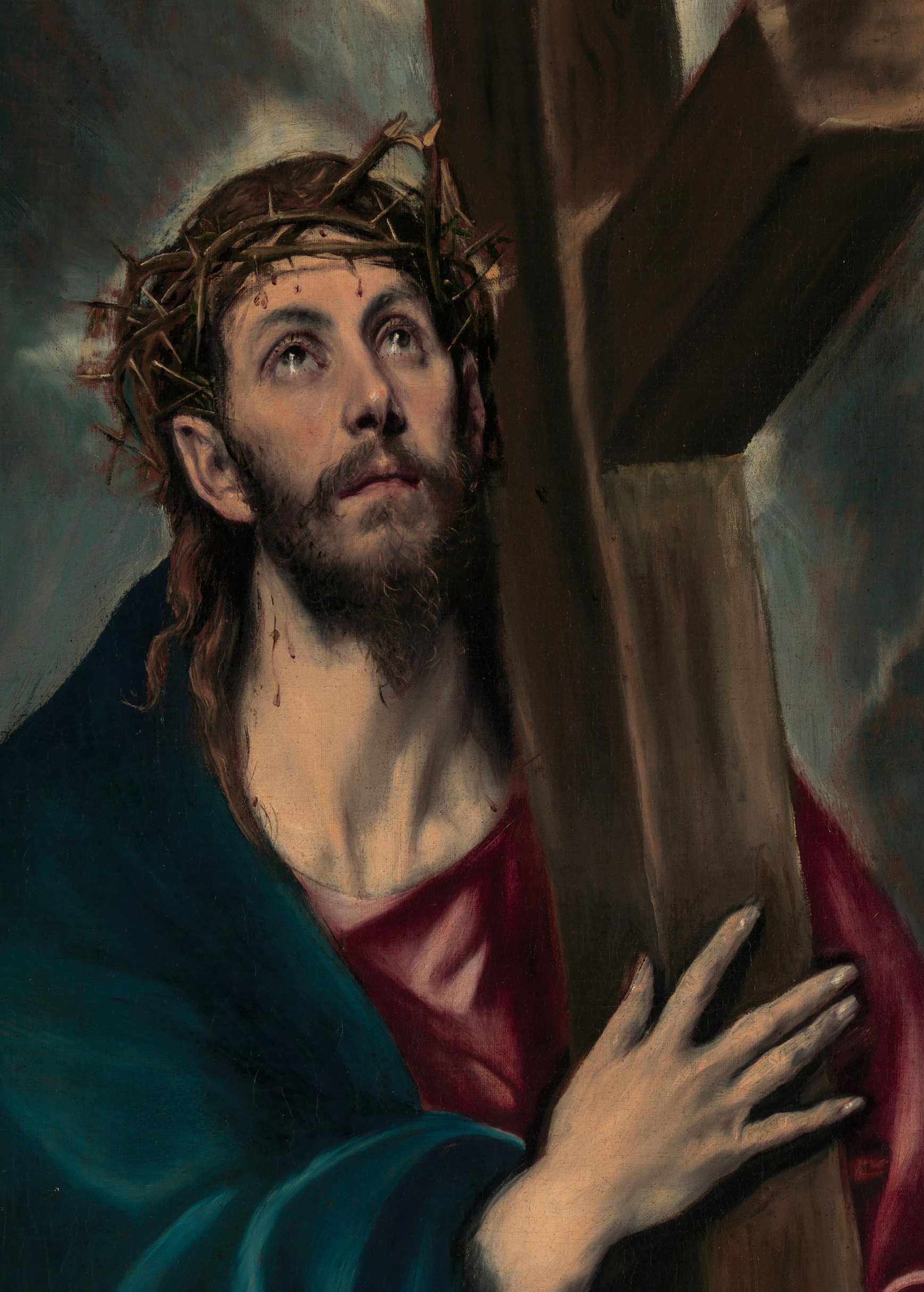
El Greco, Kristus nesoucí kříž, 1580.

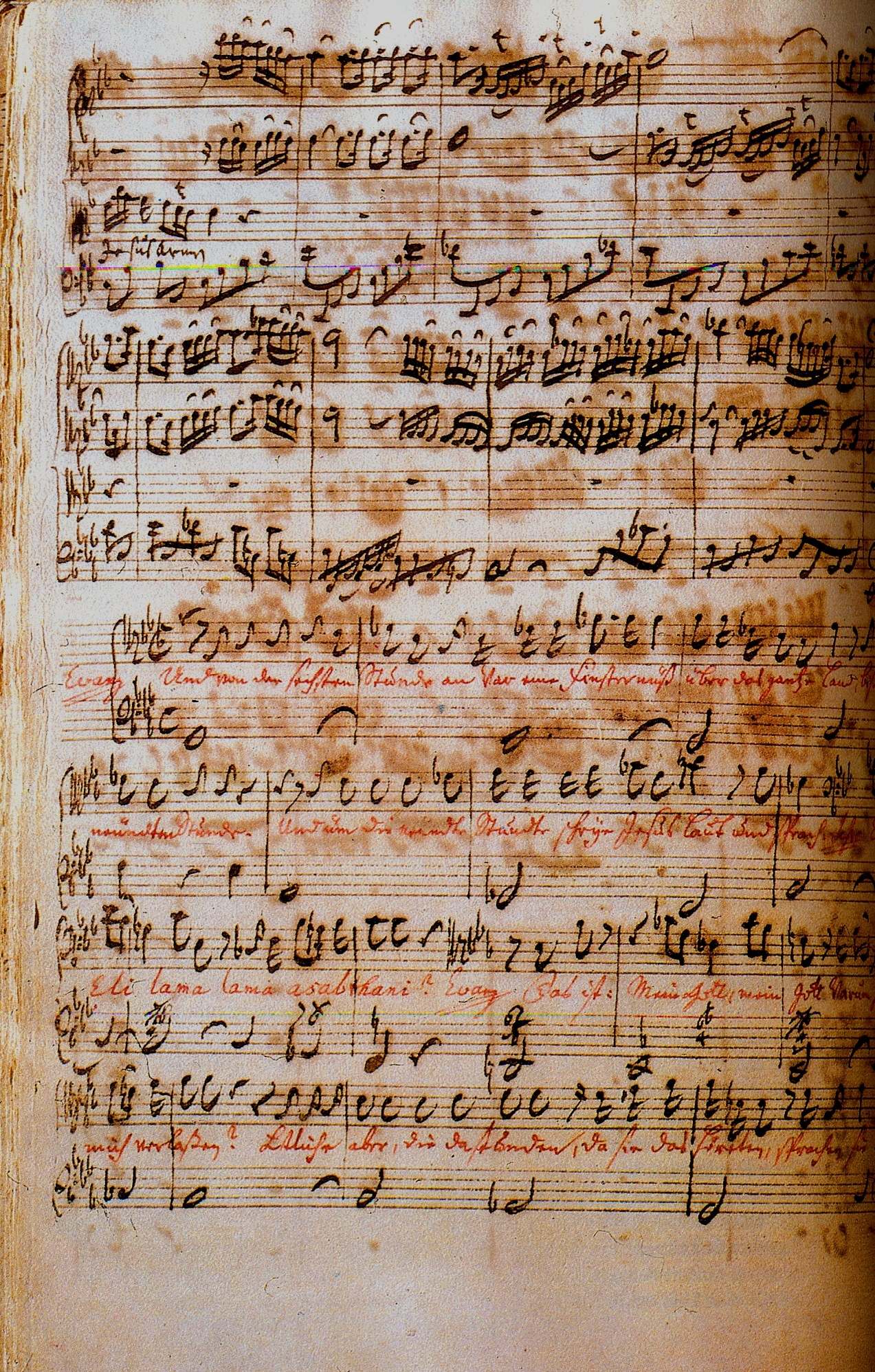
Johann Sebastian Bach, Matoušovy pašije, autograf č. 71

Matoušovy pašije (německy Matthäus-Passion, latinsky Passio Domini Nostri J. C. Secundum Evangelistam Matthaeum) J. S. Bacha je oratorium z roku 1727 nebo 1729, v Seznamu Bachova díla označené číslem 244. Námětem je úryvek z Matoušova evangelia, kapitola 26 a 27, který líčí Umučení Ježíše Krista. Název pochází z latinského slova passio (utrpení, umučení), jímž četba pašijí při bohoslužbě začínala. Jde o nejznámější zhudebnění tohoto evangelního textu.
Jde o jednu ze dvou Bachových pašijových skladeb, které se zachovaly v úplnosti (vedle Janových pašijí z roku 1724). Vznikla v posledním období jeho tvorby, kdy zastával místo kantora kostela sv. Tomáše v Lipsku. Skladba měla premiéru patrně 11. dubna 1727 a následně byla provedena opět na Velký pátek 15. dubna roku 1729. Poté ležela sto let v zapomenutí v archivu do doby, kdy ji našel a světu představil Felix Mendelssohn-Bartholdy 11. března roku 1829 v berlínské Sing-Akademie.
Pašije vznikly v době, kdy Bach již přestal systematicky psát kostelní kantáty. Její komponování započal na podzim roku 1728. V průběhu práce dostal zprávu o skonu svého přítele, knížete Leopolda z Koethen, spolu s žádostí o smuteční hudbu k obřadu uložení jeho ostatků, konanému 24. března 1729 - tedy tři týdny před premiérou pašijí. Bach samozřejmě nemohl ani pomyslet na to, že by vedle Pašijí komponoval ještě nějakou jinou skladbu. Poprosil tedy Picandera (Christiana Friedricha Henrici - velmi známého a plodného básníka, s nímž v Lipsku často spolupracoval) o vytvoření textu pro tuto příležitost k již hotovým částem hudby pašijí. To vyvolalo mnoho diskusí: ke kterému textu napsal Bach hudbu dříve, tedy co je originál a co kontrafaktura. Vzhledem k tomu, že text smuteční hudby je nevalné úrovně, dává se za pravdu těm, kdož zastávají názor, že celá hudba je spojená s textem pašijí, velmi pečlivě a vytříbeně vypracovaným.
Ze tří typů pašijí, užívaných v Bachově době (tj. pašije kantátové, pašije oratorní a pašijové oratorium), Bach použil formu poslední, s textem evangelia, interpolovaným (tj. vystavěným) za pomoci recitativů, chorálů (jimiž byly hymny z liturgických obřadů) a jiných prostředků (árie, arioso, chór), jejichž texty jsou madrigaly nebo volnou básnickou invencí. Biblický text díla byl čerpán především z Evangelia podle Matouše (kapitoly 26 a 27, v překladu Martina Luthera). Aby zvýraznil význam citátů z Písma, vepsal je Bach do své partitury červenou barvou, zatímco ostatní text a noty barvou černou a hnědou. K tomuto biblickému textu vzpomínaný Picander dopsal 28 madrigalových strof, které Bach hudebně zpracoval jako 12 sólových árií, 10 arios, 2 árie s chórem, 1 dvojitou s chórem a 3 chóry. Přidaných je také 12 zharmonizovaných chorálů. Libreto sice napsal Picander, ale předtím je Bach do nejmenších detailů připravil a Picander pracoval pod jeho bedlivým stálým dohledem. Tato spolupráce přinesla nádherné ovoce. Picander vytvořil text s mimořádně živým a výmluvným jazykem, s hlubokými úvahami. Náleží bezesporu k tomu nejlepšímu, co kdy Picander napsal.
Dramatická skica celých pašijí je prostá. Dílo je rozděleno na dvě velké části, mezi nimiž mělo místo kázání, a které korespondují s kapitolami 26 a 27 Matoušova evangelia. V jejich rámci události Umučení Krista byly dále rozděleny do 24 scén, z toho 12 velkých (prezentovaných chorály) a 12 malých (odehrávajících se v áriích). V klíčových pasážích jsou pasáže z bible podávány formou recitativu a scéna, která se tak rozehrála, se stává předmětem zbožné meditace. Tuto meditaci vyjadřují Picandrem napsané árie, přednesené nejčastěji ariosovým recitativem. V krátkých pauzách k meditaci vybízejí samotným Bachem vybrané verše chorálu. Vybíral je mistrovskou rukou tak, aby strofy chorálu co nejlépe zapadaly do smyslu daného fragmentu a aby objasnily stanovisko církve. V tomto vkládání strof chorálu se projevil poetický smysl Bacha v celé své hloubce. Jak napsal Albert Schweitzer, v pokladnici všech církevních německých písní nelze najít jediný verš, který by lépe vyplnil dané místo, než ten, který vybral Bach.

## Obsazení
Dílo je napsáno pro dva sbory, každý tvořený skupinou čtyř hlasů (soprán, alt, tenor a bas) a skupinou nástrojů (2 flétny, 2 hoboje, smyčce a basso continuo). V tomto smyslu lze hovořit o zdvojeném chóru i orchestru. Kromě toho v č. 1 a 35 se objevuje soprán in relleno, který je běžně obsazen dětským sborem (v kontrapozici ženským hlasům obou sborů). Tato tradice však neodpovídá Bachovým intencím, neboť kostelní sbory nedisponovaly ženskými hlasy, ale pouze hlasy dětskými a falsety, v tomto smyslu nerozlišovaly mezi hlasy sboru I a II a mezi sopránem in relleno.

## Přehled částí skladby
Čísla jednotlivých částí odpovídají řazení Bachova katalogu Bach-Werke-Verzeichnis (BWV). Pro srovnání je v druhém sloupci uvedeno řazení vět dle nové edice Neue Bach-Ausgabe (NBA). Poslední sloupec udává incipit s úvodním textem.
| Barevná legenda | Barevná legenda | Barevná legenda | Barevná legenda | Barevná legenda | Barevná legenda |
| --------------- | --------------- | --------------- | --------------- | --------------- | --------------- |
| recitativ       | turba           | accompagnato    | árie            | chorál          | volný sbor      |

Jednotlivé hudební formy jsou označeny v souladu s barevnou legendou. V případě kombinace dvou forem (např. árie + chorál resp. volný sbor) je druhá z nich znázorněna barvou na témže řádku.
| Díl první | Díl první | Díl první                                                               | Díl první                                                               | Díl první        | Díl první        | Díl první                                                       | Díl první                                                    | Díl první                       | Díl první |
| BWV       | NBA       | Hudební forma (obsazení)                                                | Hudební forma (obsazení)                                                | Tónina           | Takt             | Počáteční text                                                  | Instrumentace                                                | Zdroj textu                     | Incipit   |
| --------- | --------- | ----------------------------------------------------------------------- | ----------------------------------------------------------------------- | ---------------- | ---------------- | --------------------------------------------------------------- | ------------------------------------------------------------ | ------------------------------- | --------- |
| 1         | 1         | Sbor I & II (SATBSATB)                                                  | + Choralmelodie (Soprán)                                                | e moll           | 12/8             | Kommt, ihr Töchter, helft mir klagen + O Lamm Gottes unschuldig | 2 příčné flétny, 2 hoboje, smyčce, basso continuo            | Picander, Nicolaus Decius, 1531 |           |
| 2         | 2         | Recitativ (Evangelista/Tenor, Ježíš/Bas)                                | Recitativ (Evangelista/Tenor, Ježíš/Bas)                                | G dur→h moll     | G dur→h moll     | Da Jesus diese Rede vollendet hatte                             | basso continuo                                               | Mt, 26,1–2                      |           |
| 3         | 3         | Chorál (SATB)                                                           | Chorál (SATB)                                                           | h moll           | C (4/4)          | Herzliebster Jesu                                               | 2 příčné flétny, 2 hoboje, smyčce, basso continuo            | Johann Heermann, 1630           |           |
| 4         | 4a        | Recitativ (Evangelista/Tenor)                                           | Recitativ (Evangelista/Tenor)                                           | A dur→C dur      | A dur→C dur      | Da versammleten sich die Hohenpriester                          | basso continuo                                               | Mt, 26,3–4                      |           |
| 5         | 4b        | Sbor I & II (SATBSATB)                                                  | Sbor I & II (SATBSATB)                                                  | C dur            | C (4/4)          | Ja nicht auf das Fest                                           | 2 příčné flétny, 2 hoboje, smyčce, basso continuo            | Mt, 26,5                        |           |
| 6         | 4c        | Recitativ (Evangelista/Tenor)                                           | Recitativ (Evangelista/Tenor)                                           | C dur→E dur      | C dur→E dur      | Da nun Jesus war zu Bethanien                                   | basso continuo                                               | Mt, 26,6–8a                     |           |
| 7         | 4d        | Sbor I (SATB)                                                           | Sbor I (SATB)                                                           | a moll→d moll    | C (4/4)          | Wozu dienet dieser Unrat                                        | 2 příčné flétny, 2 hoboje, smyčce, basso continuo            | Mt, 26,8b–9                     |           |
| 8         | 4e        | Recitativ (Evangelista/Tenor, Ježíš/Bas)                                | Recitativ (Evangelista/Tenor, Ježíš/Bas)                                | B dur→e moll     | B dur→e moll     | Da das Jesus merkete                                            | smyčce, basso continuo                                       | Mt, 26,10–13                    |           |
| 9         | 5         | Accompagnato-Recitativ (Alt)                                            | Accompagnato-Recitativ (Alt)                                            | h moll→fis moll  | C (4/4)          | Du lieber Heiland du                                            | 2 příčné flétny, basso continuo                              | Picander                        |           |
| 10        | 6         | Árie (Alt)                                                              | Árie (Alt)                                                              | fis moll         | 3/8              | Buß und Reu                                                     | 2 příčné flétny, basso continuo                              | Picander                        |           |
| 11        | 7         | Recitativ (Evangelista/Tenor, Juda/Bas)                                 | Recitativ (Evangelista/Tenor, Juda/Bas)                                 | E dur→D dur      | E dur→D dur      | Da ging hin der Zwölfen einer                                   | basso continuo                                               | Mt, 26,14–16                    |           |
| 12        | 8         | Árie (Soprán)                                                           | Árie (Soprán)                                                           | h moll           | C (4/4)          | Blute nur, du liebes Herz!                                      | 2 příčné flétny, smyčce, basso continuo                      | Picander                        |           |
| 13        | 9a        | Recitativ (Evangelista/Tenor)                                           | Recitativ (Evangelista/Tenor)                                           | G dur→D dur      | G dur→D dur      | Aber am ersten Tage der süßen Brot                              | basso continuo                                               | Mt, 26,17a                      |           |
| 14        | 9b        | Sbor I (SATB)                                                           | Sbor I (SATB)                                                           | G dur            | 3/4              | Wo willst du, dass wir dir bereiten                             | 2 příčné flétny, 2 hoboje, smyčce, basso continuo            | Mt, 26,17b                      |           |
| 15        | 9c        | Recitativ (Evangelista/Tenor, Ježíš/Bas)                                | Recitativ (Evangelista/Tenor, Ježíš/Bas)                                | G dur→C dur      | G dur→C dur      | Er sprach: Gehet hin in die Stadt                               | smyčce, basso continuo                                       | Mt, 26,18–21                    |           |
|           | 9d        | Recitativ (Evangelista/Tenor)                                           | Recitativ (Evangelista/Tenor)                                           | b moll→f moll    | b moll→f moll    | Und sie wurden sehr betrübt                                     | basso continuo                                               | Mt, 26,22a                      |           |
|           | 9e        | Sbor I (SATB)                                                           | Sbor I (SATB)                                                           | f moll→c moll    | C (4/4)          | Herr, bin ich’s?                                                | 2 příčné flétny, 2 hoboje, smyčce, basso continuo            | Mt, 26,22b                      |           |
| 16        | 10        | Chorál (SATB)                                                           | Chorál (SATB)                                                           | As dur           | C (4/4)          | Ich bin’s, ich sollte büßen                                     | 2 hoboje, smyčce, basso continuo                             | Paul Gerhardt, 1647             |           |
| 17        | 11        | Recitativ (Evangelista/Tenor, Ježíš/Bas, Juda/Bas)                      | Recitativ (Evangelista/Tenor, Ježíš/Bas, Juda/Bas)                      | f moll→G dur     | C (4/4)-6/4      | Er antwortete und sprach                                        | smyčce, basso continuo                                       | Mt, 26,23–29                    |           |
| 18        | 12        | Accompagnato-Recitativ (Soprán)                                         | Accompagnato-Recitativ (Soprán)                                         | e moll→C dur     | C (4/4)          | Wiewohl mein Herz in Tränen schwimmt                            | 2 hoboje d’amore, basso continuo                             | Picander                        |           |
| 19        | 13        | Árie (Soprán)                                                           | Árie (Soprán)                                                           | G dur            | 6/8              | Ich will dir mein Herze schenken                                | 2 hoboje d’amore, basso continuo                             | Picander                        |           |
| 20        | 14        | Recitativ (Evangelista/Tenor, Ježíš/Bas)                                | Recitativ (Evangelista/Tenor, Ježíš/Bas)                                | h moll→E dur     | h moll→E dur     | Und da sie den Lobgesang gesprochen hatten                      | smyčce, basso continuo                                       | Mt, 26,30–32                    |           |
| 21        | 15        | Chorál (SATB)                                                           | Chorál (SATB)                                                           | E dur            | C (4/4)          | Erkenne mich, mein Hüter                                        | 2 příčné flétny, 2 hoboje, smyčce, basso continuo            | Paul Gerhardt, 1656             |           |
| 22        | 16        | Recitativ (Evangelista/Tenor, Petrus/Bas, Ježíš/Bas)                    | Recitativ (Evangelista/Tenor, Petrus/Bas, Ježíš/Bas)                    | A dur→g moll     | A dur→g moll     | Petrus aber antwortete                                          | smyčce, basso continuo                                       | Mt, 26,33–35                    |           |
| 23        | 17        | Chorál (SATB)                                                           | Chorál (SATB)                                                           | Es dur           | C (4/4)          | Ich will hier bei dir stehen                                    | 2 hoboje, smyčce, basso continuo                             | Paul Gerhardt, 1656             |           |
| 24        | 18        | Recitativ (Evangelista/Tenor, Ježíš/Bas)                                | Recitativ (Evangelista/Tenor, Ježíš/Bas)                                | F dur→As dur     | F dur→As dur     | Da kam Jesus mit ihnen zu einem Hofe                            | smyčce, basso continuo                                       | Mt, 26,36–38                    |           |
| 25        | 19        | Accompagnato-Recitativ (Tenor)                                          | + Chorál (SATB)                                                         | f moll→G dur     | C (4/4)          | Hier zittert das gequälte Herz                                  | 2 Blockflöten, 2 hoboje da caccia, smyčce, basso continuo    | Johann Heermann, 1630           |           |
| 26        | 20        | Árie (Tenor)                                                            | + Sbor II                                                               | c moll           | C (4/4)          | Ich will bei meinem Jesu wachen                                 | 2 příčné flétny, hoboj, smyčce, basso continuo               | Picander                        |           |
| 27        | 21        | Recitativ (Evangelista/Tenor, Ježíš/Bas)                                | Recitativ (Evangelista/Tenor, Ježíš/Bas)                                | B dur→g moll     | B dur→g moll     | Und ging hin ein wenig                                          | smyčce, basso continuo                                       | Mt, 26,39                       |           |
| 28        | 22        | Accompagnato-Recitativ (Bas)                                            | Accompagnato-Recitativ (Bas)                                            | d moll→B dur     | C (4/4)          | Der Heiland fällt vor seinem Vater nieder                       | smyčce, basso continuo                                       | Picander                        |           |
| 29        | 23        | Árie (Bas)                                                              | Árie (Bas)                                                              | g moll           | 3/8              | Gerne will ich mich bequemen                                    | 2 housle, basso continuo                                     | Picander                        |           |
| 30        | 24        | Recitativ (Evangelista/Tenor, Ježíš/Bas)                                | Recitativ (Evangelista/Tenor, Ježíš/Bas)                                | F dur→h moll     | F dur→h moll     | Und er kam zu seinen Jüngern                                    | smyčce, basso continuo                                       | Mt, 26,40–42                    |           |
| 31        | 25        | Chorál (SATB)                                                           | Chorál (SATB)                                                           | h moll           | C (4/4)          | Was mein Gott will, das g’scheh allzeit                         | 2 příčné flétny, 2 hoboje, smyčce, basso continuo            | Albrecht von Preußen, um 1554   |           |
| 32        | 26        | Recitativ (Evangelista/Tenor, Ježíš/Bas)                                | Recitativ (Evangelista/Tenor, Ježíš/Bas)                                | D dur→G dur      | D dur→G dur      | Und er kam und fand sie aber schlafend                          | smyčce, basso continuo                                       | Mt, 26,43–50                    |           |
| 33        | 27a       | Árie (Soprán, Alt)                                                      | + Sbor II (SATB)                                                        | e moll           | C (4/4)          | So ist mein Jesus nun gefangen                                  | 2 příčné flétny, 2 hoboje, smyčce, basso continuo            | Picander                        |           |
|           | 27b       | Sbor I & II (SATBSATB)                                                  | Sbor I & II (SATBSATB)                                                  | e moll           | 3/8              | Sind Blitze, sind Donner in Wolken verschwunden?                | 2 příčné flétny, 2 hoboje, smyčce, basso continuo            | Picander                        |           |
| 34        | 28        | Recitativ (Evangelista/Tenor, Ježíš/Bas)                                | Recitativ (Evangelista/Tenor, Ježíš/Bas)                                | Fis dur→cis-Moll | Fis dur→cis-Moll | Und siehe, einer aus denen                                      | smyčce, basso continuo                                       | Mt, 26,51–56                    |           |
| 35        | 29        | Chorál (SATB)                                                           | Chorál (SATB)                                                           | E dur            | C (4/4)          | O Mensch, bewein dein Sünde groß                                | 2 příčné flétny, 2 hoboje d’amore, smyčce, basso continuo    | Sebald Heyden, um 1530          |           |
| Díl druhý |           |                                                                         |                                                                         |                  |                  |                                                                 |                                                              |                                 |           |
| BWV       | NBA       | Hudební forma (obsazení)                                                | Hudební forma (obsazení)                                                | Tónina           | Takt             | Počáteční text                                                  | Instrumentace                                                | Zdroj textu                     | Incipit   |
| 36        | 30        | Árie (Alt)                                                              | + Sbor II (SATB)                                                        | h moll           | 3/8              | Ach! nun ist mein Jesus hin!                                    | příčná flétna, Oboe d’amore, smyčce, basso continuo          | Picander                        |           |
| 37        | 31        | Recitativ (Evangelista/Tenor)                                           | Recitativ (Evangelista/Tenor)                                           | H dur→d moll     | H dur→d moll     | Die aber Jesum gegriffen hatten                                 | basso continuo                                               | Mt, 26,57–60a                   |           |
| 38        | 32        | Chorál (SATB)                                                           | Chorál (SATB)                                                           | B dur            | C (4/4)          | Mir hat die Welt trüglich gericht’                              | 2 příčné flétny, 2 hoboje, smyčce, basso continuo            | Adam Reusner, 1533              |           |
| 39        | 33        | Recitativ (Evangelista/Tenor, 2 Zeugen/Alt und Tenor, Hohepriester/Bas) | Recitativ (Evangelista/Tenor, 2 Zeugen/Alt und Tenor, Hohepriester/Bas) | g moll           | g moll           | Und wiewohl viel falsche Zeugen herzutraten                     | basso continuo                                               | Mt, 26,60b–63a                  |           |
| 40        | 34        | Accompagnato-Recitativ (Tenor)                                          | Accompagnato-Recitativ (Tenor)                                          | A dur→a moll     | C (4/4)          | Mein Jesus schweigt                                             | 2 hoboje, viola da gamba, basso continuo                     | Picander                        |           |
| 41        | 35        | Árie (Tenor)                                                            | Árie (Tenor)                                                            | a moll           | C (4/4)          | Geduld! Wenn mich falsche Zungen stechen                        | basso continuo (s viola da gamba statt Violone)              | Picander                        |           |
| 42        | 36a       | Recitativ (Evangelista/Tenor, Hohepriester/Bas, Ježíš/Bas)              | Recitativ (Evangelista/Tenor, Hohepriester/Bas, Ježíš/Bas)              | e moll           | e moll           | Und der Hohepriester antwortete                                 | smyčce, basso continuo                                       | Mt, 26,63b-66a                  |           |
|           | 36b       | Sbor I & II (SATBSATB)                                                  | Sbor I & II (SATBSATB)                                                  | G dur            | G dur            | Er ist des Todes schuldig!                                      | 2 příčné flétny, 2 hoboje, smyčce, basso continuo            | Mt, 26,66b                      |           |
| 43        | 36c       | Recitativ (Evangelista/Tenor)                                           | Recitativ (Evangelista/Tenor)                                           | C dur→d moll     | C dur→d moll     | Da speieten sie aus                                             | basso continuo                                               | Mt, 26,67                       |           |
|           | 36d       | Sbor I & II (SATBSATB)                                                  | Sbor I & II (SATBSATB)                                                  | d moll→F dur     | d moll→F dur     | Weissage uns, Christe                                           | 2 příčné flétny, 2 hoboje, smyčce, basso continuo            | Mt, 26,68                       |           |
| 44        | 37        | Chorál (SATB)                                                           | Chorál (SATB)                                                           | F dur            | C (4/4)          | Wer hat dich so geschlagen                                      | 2 příčné flétny, 2 hoboje, smyčce, basso continuo            | Paul Gerhardt, 1647             |           |
| 45        | 38a       | Recitativ (Evangelista/Tenor, Petrus/Bas, 2 Mägde/Soprán)               | Recitativ (Evangelista/Tenor, Petrus/Bas, 2 Mägde/Soprán)               | A dur→D dur      | A dur→D dur      | Petrus aber saß draußen                                         | basso continuo                                               | Mt, 26,69–73a                   |           |
|           | 38b       | Sbor II (SATB)                                                          | Sbor II (SATB)                                                          | D dur→A dur      | D dur→A dur      | Wahrlich, du bist auch einer                                    | 2 příčné flétny, hoboj, Oboe d’amore, smyčce, basso continuo | Mt, 26,73b                      |           |
| 46        | 38c       | Recitativ (Evangelista/Tenor, Petrus/Bas)                               | Recitativ (Evangelista/Tenor, Petrus/Bas)                               | Cis dur→fis moll | Cis dur→fis moll | Da hub er an, sich zu verfluchen                                | basso continuo                                               | Mt, 26,74–75                    |           |
| 47        | 39        | Árie (Alt)                                                              | Árie (Alt)                                                              | h moll           | 12/8             | Erbarme dich                                                    | Violine sólo I, smyčce, basso continuo                       | Picander                        |           |
| 48        | 40        | Chorál (SATB)                                                           | Chorál (SATB)                                                           | fis moll→A dur   | C (4/4)          | Bin ich gleich von dir gewichen                                 | 2 příčné flétny, 2 hoboje, smyčce, basso continuo            | Johann Rist, 1642               |           |
| 49        | 41a       | Recitativ (Evangelista/Tenor, Juda/Bas)                                 | Recitativ (Evangelista/Tenor, Juda/Bas)                                 | fis moll→H dur   | fis moll→H dur   | Des Morgens aber hielten alle Hohepriester                      | basso continuo                                               | Mt, 27,1–4a                     |           |
|           | 41b       | Sbor I & II (SATBSATB)                                                  | Sbor I & II (SATBSATB)                                                  | H dur→e moll     | H dur→e moll     | Was gehet uns das an?                                           | 2 příčné flétny, 2 hoboje, smyčce, basso continuo            | Mt, 27,4b                       |           |
| 50        | 41c       | Recitativ (Evangelista/Tenor, 2 Hohepriester/Bas)                       | Recitativ (Evangelista/Tenor, 2 Hohepriester/Bas)                       | a moll→h moll    | a moll→h moll    | Und er warf die Silberlinge in den Tempel                       | basso continuo                                               | Mt, 27,5–6                      |           |
| 51        | 42        | Árie (Bas)                                                              | Árie (Bas)                                                              | G dur            | C (4/4)          | Gebt mir meinen Jesum wieder!                                   | Violine sólo II, smyčce, basso continuo                      | Picander                        |           |
| 52        | 43        | Recitativ (Evangelista/Tenor, Ježíš/Bas, Pilát/Bas)                     | Recitativ (Evangelista/Tenor, Ježíš/Bas, Pilát/Bas)                     | e moll→D dur     | e moll→D dur     | Sie hielten aber einen Rat                                      | smyčce, basso continuo                                       | Mt, 27,7–14                     |           |
| 53        | 44        | Chorál (SATB)                                                           | Chorál (SATB)                                                           | D dur            | C (4/4)          | Befiehl du deine Wege                                           | 2 příčné flétny, 2 hoboje, smyčce, basso continuo            | Paul Gerhardt, 1653             |           |
| 54        | 45a       | Recitativ (Evangelista/Tenor, Pilát/Bas, Frau des Pilatus/Soprán)       | Sbor I & II (SATBSATB)                                                  | E dur→a moll     | E dur→a moll     | Auf das Fest aber hatte der Landpfleger Gewohnheit              | basso continuo                                               | Mt, 27,15–22a                   |           |
|           | 45b       | Sbor I & II (SATBSATB)                                                  | Sbor I & II (SATBSATB)                                                  | a moll→H dur     | a moll→H dur     | Laß ihn kreuzigen!                                              | 2 příčné flétny, 2 hoboje, smyčce, basso continuo            | Mt, 27,22b                      |           |
| 55        | 46        | Chorál (SATB)                                                           | Chorál (SATB)                                                           | h moll           | C (4/4)          | Wie wunderbarlich ist doch diese Strafe!                        | 2 příčné flétny, 2 hoboje, smyčce, basso continuo            | Johann Heermann, 1630           |           |
| 56        | 47        | Recitativ (Evangelista/Tenor, Pilát/Bas)                                | Recitativ (Evangelista/Tenor, Pilát/Bas)                                | h moll           | h moll           | Der Landpfleger sagte                                           | basso continuo                                               | Mt, 27,23a                      |           |
| 57        | 48        | Accompagnato-Recitativ (Soprán)                                         | Accompagnato-Recitativ (Soprán)                                         | e moll→C dur     | C (4/4)          | Er hat uns allen wohlgetan                                      | 2 hoboje da caccia, basso continuo                           | Picander                        |           |
| 58        | 49        | Árie (Soprán)                                                           | Árie (Soprán)                                                           | a moll           | 3/4              | Aus Liebe will mein Heiland sterben                             | příčná flétna, 2 hoboje da caccia, kein basso continuo       | Picander                        |           |
| 59        | 50a       | Recitativ (Evangelista/Tenor)                                           | Recitativ (Evangelista/Tenor)                                           | e moll           | e moll           | Sie schrieen aber noch mehr                                     | basso continuo                                               | Mt, 27,23b                      |           |
|           | 50b       | Sbor I & II (SATBSATB)                                                  | Sbor I & II (SATBSATB)                                                  | h moll→Cis dur   | h moll→Cis dur   | Laß ihn kreuzigen!                                              | 2 příčné flétny, 2 hoboje, smyčce, basso continuo            | Mt, 27,23c                      |           |
|           | 50c       | Recitativ (Evangelista/Tenor, Pilát/Bas)                                | Recitativ (Evangelista/Tenor, Pilát/Bas)                                | Cis dur→h moll   | Cis dur→h moll   | Da aber Pilatus sahe                                            | basso continuo                                               | Mt, 27,24–25a                   |           |
|           | 50d       | Sbor I & II (SATBSATB)                                                  | Sbor I & II (SATBSATB)                                                  | h moll→D dur     | h moll→D dur     | Sein Blut komme über uns                                        | 2 příčné flétny, 2 hoboje, smyčce, basso continuo            | Mt, 27,25b                      |           |
|           | 50e       | Recitativ (Evangelista/Tenor)                                           | Recitativ (Evangelista/Tenor)                                           | D dur→e moll     | D dur→e moll     | Da gab er ihnen Barrabam los                                    | basso continuo                                               | Mt, 27,26                       |           |
| 60        | 51        | Accompagnato-Recitativ (Alt)                                            | Accompagnato-Recitativ (Alt)                                            | F dur→g moll     | C (4/4)          | Erbarm es Gott!                                                 | smyčce, basso continuo                                       | Picander                        |           |
| 61        | 52        | Árie (Alt)                                                              | Árie (Alt)                                                              | g moll           | 3/4              | Können Tränen meiner Wangen                                     | 2 housle, basso continuo                                     | Picander                        |           |
| 62        | 53a       | Recitativ (Evangelista/Tenor)                                           | Recitativ (Evangelista/Tenor)                                           | F dur→d moll     | F dur→d moll     | Da nahmen die Kriegsknechte                                     | basso continuo                                               | Mt, 27,27–29a                   |           |
|           | 53b       | Sbor I & II (SATBSATB)                                                  | Sbor I & II (SATBSATB)                                                  | d moll→A dur     | d moll→A dur     | Gegrüßet seist du, Jüdenkönig!                                  | 2 příčné flétny, 2 hoboje, smyčce, basso continuo            | Mt, 27,29b                      |           |
|           | 53c       | Recitativ (Evangelista/Tenor)                                           | Recitativ (Evangelista/Tenor)                                           | d moll           | d moll           | Und speieten ihn an                                             | basso continuo                                               | Mt, 27,30                       |           |
| 63        | 54        | Chorál (SATB)                                                           | Chorál (SATB)                                                           | d moll→F dur     | C (4/4)          | O Haupt voll Blut und Wunden                                    | 2 příčné flétny, 2 hoboje, smyčce, basso continuo            | Paul Gerhardt, 1656             |           |
| 64        | 55        | Recitativ (Evangelista/Tenor)                                           | Recitativ (Evangelista/Tenor)                                           | a moll           | a moll           | Und da sie ihn verspottet hatten                                | basso continuo                                               | Mt, 27,31–32                    |           |
| 65        | 56        | Accompagnato-Recitativ (Bas)                                            | Accompagnato-Recitativ (Bas)                                            | F dur→d moll     | C (4/4)          | Ja freilich will in uns                                         | 2 příčné flétny, viola da gamba, basso continuo              | Picander                        |           |
| 66        | 57        | Árie (Bas)                                                              | Árie (Bas)                                                              | d moll           | C (4/4)          | Komm, süßes Kreuz                                               | viola da gamba, basso continuo                               | Picander                        |           |
| 67        | 58a       | Recitativ (Evangelista/Tenor)                                           | Recitativ (Evangelista/Tenor)                                           | C dur→Fis dur    | C dur→Fis dur    | Und da sie an die Stätte kamen                                  | basso continuo                                               | Mt, 27,33–39                    |           |
|           | 58b       | Sbor I & II (SATBSATB)                                                  | Sbor I & II (SATBSATB)                                                  | Fis dur→h moll   | Fis dur→h moll   | Der du den Tempel Gottes zerbrichst                             | 2 příčné flétny, 2 hoboje, smyčce, basso continuo            | Mt, 27,40                       |           |
|           | 58c       | Recitativ (Evangelista/Tenor)                                           | Recitativ (Evangelista/Tenor)                                           | Fis dur→e moll   | Fis dur→e moll   | Desgleichen auch die Hohenpriester                              | basso continuo                                               | Mt, 27,41                       |           |
|           | 58d       | Sbor I & II (SATBSATB)                                                  | Sbor I & II (SATBSATB)                                                  | e moll           | e moll           | Andern hat er geholfen                                          | 2 příčné flétny, 2 hoboje, smyčce, basso continuo            | Mt, 27,42–43                    |           |
| 68        | 58e       | Recitativ (Evangelista/Tenor)                                           | Recitativ (Evangelista/Tenor)                                           | G dur→c moll     | G dur→c moll     | Desgleichen schmäheten ihn                                      | basso continuo                                               | Mt, 27,44                       |           |
| 69        | 59        | Accompagnato-Recitativ (Alt)                                            | Accompagnato-Recitativ (Alt)                                            | As dur           | C (4/4)          | Ach Golgatha                                                    | 2 hoboje da caccia, basso continuo                           | Picander                        |           |
| 70        | 60        | Árie (Alt)                                                              | + Sbor II (SATB)                                                        | Es dur           | C (4/4)          | Sehet, Jesus hat die Hand                                       | 2 hoboje da caccia, 2 hoboje, smyčce, basso continuo         | Picander                        |           |
| 71        | 61a       | Recitativ (Evangelista/Tenor, Ježíš/Bas)                                | Recitativ (Evangelista/Tenor, Ježíš/Bas)                                | Es dur→c moll    | Es dur→c moll    | Und von der sechsten Stunde an                                  | basso continuo, smyčce                                       | Mt, 27,45–47a                   |           |
|           | 61b       | Sbor I (SATB)                                                           | Sbor I (SATB)                                                           | c moll→F dur     | c moll→F dur     | Der rufet dem Elias!                                            | 2 hoboje, smyčce, basso continuo                             | Mt, 27,47b                      |           |
|           | 61c       | Recitativ (Evangelista/Tenor)                                           | Recitativ (Evangelista/Tenor)                                           | F dur→g moll     | F dur→g moll     | Und bald lief einer unter ihnen                                 | basso continuo                                               | Mt, 27,48–49a                   |           |
|           | 61d       | Sbor II (SATB)                                                          | Sbor II (SATB)                                                          | g moll→d moll    | g moll→d moll    | Halt! laß sehen                                                 | 2 příčné flétny, hoboj, smyčce, basso continuo               | Mt, 27,49b                      |           |
|           | 61e       | Recitativ (Evangelista/Tenor, Ježíš/Bas)                                | Recitativ (Evangelista/Tenor, Ježíš/Bas)                                | d moll→a moll    | d moll→a moll    | Aber Jesus schriee abermal laut                                 | basso continuo                                               | Mt, 27,50                       |           |
| 72        | 62        | Chorál (SATB)                                                           | Chorál (SATB)                                                           | a moll           | C (4/4)          | Wenn ich einmal soll scheiden                                   | 2 příčné flétny, 2 hoboje, smyčce, basso continuo            | Paul Gerhardt, 1656             |           |
| 73        | 63a       | Recitativ (Evangelista/Tenor)                                           | Recitativ (Evangelista/Tenor)                                           | C dur→As dur     | C dur→As dur     | Und siehe da, der Vorhang im Tempel zerriß                      | basso continuo                                               | Mt, 27,51–54a                   |           |
|           | 63b       | Sbor I & II (SATBSATB) (unisono)                                        | Sbor I & II (SATBSATB) (unisono)                                        | As dur           | As dur           | Wahrlich, dieser ist Gottes Sohn gewesen                        | 2 příčné flétny, hoboj, smyčce, basso continuo               | Mt, 27,54b                      |           |
|           | 63c       | Recitativ (Evangelista/Tenor)                                           | Recitativ (Evangelista/Tenor)                                           | Es dur→B dur     | Es dur→B dur     | Und es waren viel Weiber da                                     | basso continuo                                               | Mt, 27,55–58                    |           |
| 74        | 64        | Accompagnato-Recitativ (Bas)                                            | Accompagnato-Recitativ (Bas)                                            | g moll           | C (4/4)          | Am Abend, da es kühle war                                       | smyčce, basso continuo                                       | Picander                        |           |
| 75        | 65        | Árie (Bas)                                                              | Árie (Bas)                                                              | B dur            | 12/8             | Mache dich, mein Herze, rein                                    | 2 hoboje da caccia, smyčce, basso continuo                   | Picander                        |           |
| 76        | 66a       | Recitativ (Evangelista/Tenor)                                           | Recitativ (Evangelista/Tenor)                                           | g moll→Es dur    | g moll→Es dur    | Und Joseph nahm den Leib                                        | basso continuo                                               | Mt, 27,59–62                    |           |
|           | 66b       | Sbor I & II (SATBSATB)                                                  | Sbor I & II (SATBSATB)                                                  | Es dur→D dur     | Es dur→D dur     | Herr, wir haben gedacht                                         | 2 příčné flétny, 2 hoboje, smyčce, basso continuo            | Mt, 27,63–64                    |           |
|           | 66c       | Recitativ (Evangelista/Tenor, Pilát/Bas)                                | Recitativ (Evangelista/Tenor, Pilát/Bas)                                | g moll→Es dur    | g moll→Es dur    | Pilatus sprach zu ihnen                                         | basso continuo                                               | Mt, 27,65–66                    |           |
| 77        | 67        | Accompagnato-Recitativ (Soprán, Alt, Tenor, Bas)                        | + Sbor II (SATB)                                                        | Es dur→c moll    | C (4/4)          | Nun ist der Herr zur Ruh gebracht                               | 2 příčné flétny, 2 hoboje, smyčce, basso continuo            | Picander                        |           |
| 78        | 68        | Sbor I & II (SATBSATB)                                                  | Sbor I & II (SATBSATB)                                                  | c moll           | 3/4              | Wir setzen uns mit Tränen nieder                                | 2 příčné flétny, 2 hoboje, smyčce, basso continuo            | Picander                        |           |